# Sauris malaca
Sauris malaca är en fjärilsart som beskrevs av Edward Meyrick 1891. Sauris malaca ingår i släktet Sauris och familjen mätare. Inga underarter finns listade.